# Kloosterkerk (Den Haag)

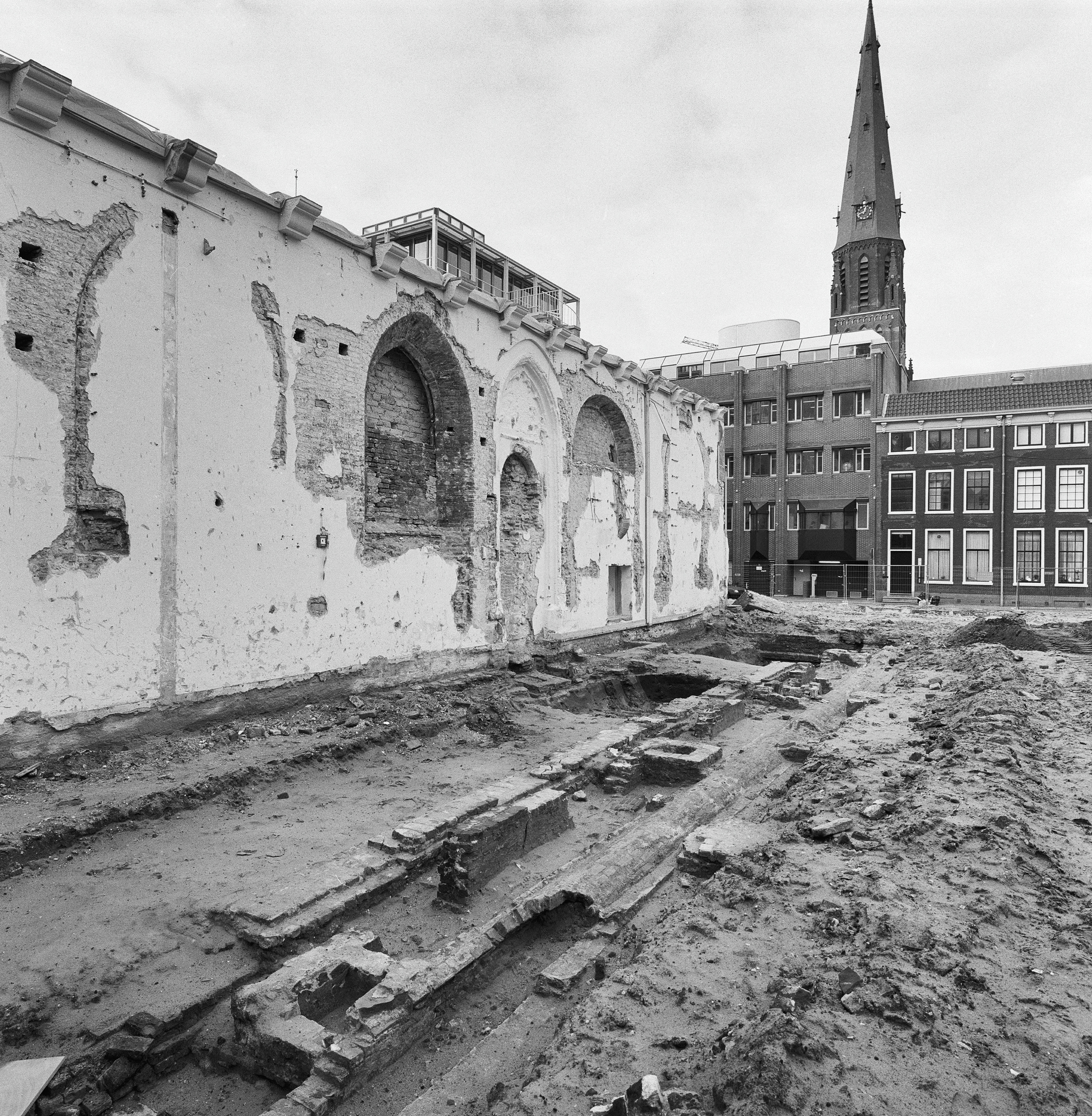
De muur die na de explosie in 1690 overeind bleef (1995)

De Kloosterkerk is een kerkgebouw uit de late middeleeuwen aan het Lange Voorhout in het centrum van Den Haag. Sinds 1617 wordt het gebouw gebruikt door de Protestantse Kerk. De Kloosterkerk is onder meer bekend als kerk waar leden van het Nederlandse Koninklijk Huis met enige regelmaat de zondagse kerkdienst bezoeken. De banden van het Huis Oranje-Nassau met deze kerk gaan terug tot 1617, toen graaf Maurits van Nassau, de latere Prins van Oranje, besloot om hier ter kerke te gaan.

## Geschiedenis
De Kloosterkerk dankt haar naam aan het klooster van de Orde der Predikheren (dominicanen) waaraan zij tot de omzetting van het bestuur van de katholieken naar de opstandelingen bij het begin van de Tachtigjarige Oorlog als conventskerk verbonden was. Na 1574 kreeg de kerk verschillende bestemmingen, zowel wereldlijke als kerkelijke. In de twintigste eeuw werd de Kloosterkerk definitief als kerk bestemd, thans van de Protestantse Kerk in Nederland.

### Gebouw
In 1393 schonk Albrecht van Beieren de grond waarop later de Kloosterkerk gebouwd zou worden aan het Amsterdamse St. Andriesklooster. De monniken verkochten de grond een jaar later aan Jan V van Arkel, die er een kasteel bouwde. Graaf Albrecht en de Heer Van Arkel kregen kort na de bouw van het kasteel een conflict, waarna Graaf Albrecht het land in beslag nam en de bebouwing liet afbreken.
Graaf Albrecht schonk de grond aan de dominicaner paters uit Utrecht. Zij bouwden er in de periode 1397 tot 1403 een klooster. Bij dit klooster, dat het St. Vincentiusklooster of het Klooster der Predikheeren zou gaan heten, werden tuinen en een kleine kloosterkerk gebouwd. In 1420 werd het klooster door een grote brand getroffen. Het herstel van het gebouw werd snel ter hand genomen en was vóór 1425 voltooid. Rond 1540 werd de kerk aan de zijde van het Voorhout uitgebreid met een zijbeuk en dwarskapellen aan de kant van het Lange Voorhout.
Tijdens de Beeldenstorm werd op 25 augustus 1566 veel vernield. De meeste monniken vluchtten. In 1574, na het verdrijven van de Spanjaarden tijdens de Tachtigjarige Oorlog, moesten de resterende dominicanen onder invloed van de groeiende Reformatie het klooster verlaten.
De Staten van Holland wilden het klooster en de kerk laten afbreken, maar na hevige protesten van de inwoners van Den Haag werd in 1576 besloten om de kerk en het klooster te laten staan. In 1576 werd het klooster verhuurd en ter beschikking gesteld aan het St. Nicolaas Gasthuis. Niet veel later, in 1583, begon de Haagse bevolking zelf met de sloop van het klooster en de kerk, omdat er door de oorlog een groot tekort was aan hout en stenen. De Staten van Holland namen de kerk toen in beslag, waarna hij enkele jaren leeg stond. In 1588 werd de kerk zelfs een grote paardenstal. In 1589 kwam er in het koor een koldermolen met een gieterij voor de productie van bronzen kanonnen totdat er in 1665 een nieuw geschutshuis was gebouwd. De koldermolen werd in de 20e eeuw nagebouwd in het Nederlands Leger- en Wapenmuseum in Leiden.
Vanaf 1617 ging de Kloosterkerk weer gedeeltelijk dienstdoen als kerk. Op het moment dat de Nederlanden verdeeld raakten tussen de remonstranten en de contra-remonstranten, schonk prins Maurits de kerk aan de partij der contra-remonstranten. Laatstgenoemden hadden de kerk eerst op 9 juli gekraakt. Op 23 juli kwam hij persoonlijk luisteren naar de preek van de geschorste dominee Henricus Rosaeus. De Kloosterkerk stond naast het huis van de remonstrantse Johan van Oldenbarnevelt, die in dat conflict zijn tegenstander was. Hierdoor kreeg de Kloosterkerk in de volksmond de bijnaam Prinsenkerk. Iedereen wist vanaf dat moment dat prins Maurits in het conflict partij had gekozen voor de contra-remonstranten (de preciezen).
Na het vertrek van de gieterij rond 1665 ging de Kloosterkerk weer volledig dienstdoen als (ditmaal protestantse) kerk. Het klooster bleef echter tevens een opslagplaats voor kruit en munitie. Op 3 november 1690 ontplofte het kruithuis, waardoor het klooster werd vernietigd. Er bleef slechts één muur over, die tot op de dag van vandaag overeind staat. De Kloosterkerk zelf bleef, dankzij zijn dikke muren, gespaard. De muur is nadien verwerkt in de nieuwe bebouwing. Bij bouwhistorisch onderzoek voorafgaand aan de sloop van deze bebouwing werd de muur herontdekt. Hierop werd besloten de muur te behouden.
In 1813 werd tijdelijk een regiment van het Kozakkenleger in de kerk ingekwartierd.

### Interieur

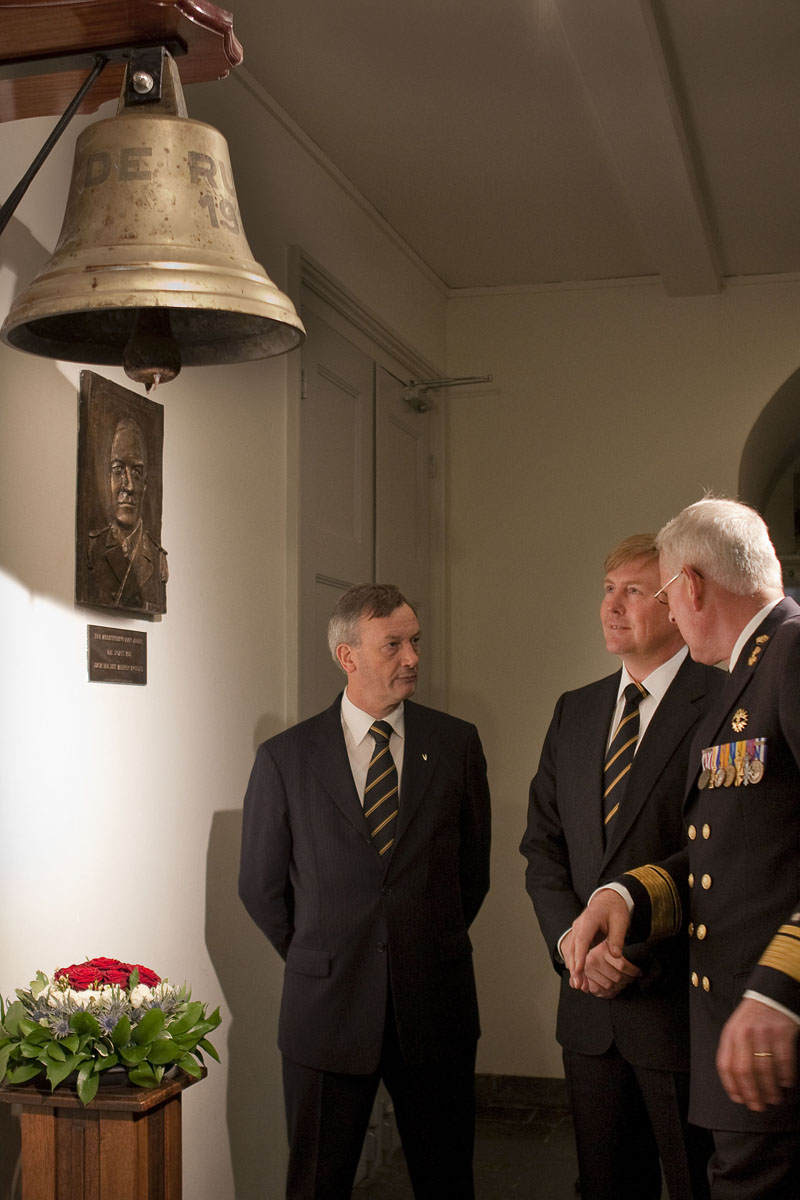
Koning Willem-Alexander bij de scheepsbel van Hr.Ms. de Ruyter en het plakkaat van Doorman.

Na de Tweede Wereldoorlog werd besloten om de Kloosterkerk definitief als kerk te gaan gebruiken. De kerk werd in de jaren vijftig volledig gerestaureerd. De graven werden daarbij geruimd, en de mooiste grafstenen werden in de wandelruimte gelegd of tegen een muur aangebracht.

#### Interieur uit de Duinoordkerk
De Duinoordkerk is tijdens de Tweede Wereldoorlog afgebroken om ruimte te maken voor het Sperrgebiet. Omwonenden kregen enkele dagen de tijd om het interieur eruit te halen en dit werd opgeslagen in de kelders van het Vredespaleis. Na de oorlog werd een glas-in-loodraam met de twaalf apostelen, gemaakt door Lou Asperslagh,  uit de kelder van het Vredespaleis gehaald en in de Kloosterkerk geplaatst in wat nu de Apostelkapel heet. Het mozaïek 'Het Laatste Avondmaal' uit 1925 van Johan Thorn Prikker, dat vanaf 1942 in de tuin van het Vredespaleis was bewaard, kreeg eveneens een plek in de Kloosterkerk. Het kunstwerk had een gewicht van 12.000 kilo en paste niet door de ingang van de kerk, reden waarom het door een van de kerkramen naar binnen getakeld moest worden. Ook de preekstoel uit de 17de eeuw, de banken en de luchters zijn afkomstig uit de Duinoordkerk.

#### Orgel
Bij de restauratie werd na de oorlog ook een nieuw orgel, ontworpen door Marcussen, geplaatst.

#### Scheepsbel Hr.Ms. De Ruyter
In het voorportaal van de kerk hangt de scheepsbel van vlaggenschip Hr.Ms. De Ruyter. Deze kruiser verging op 27 februari 1942 bij de Slag in de Javazee, na te zijn getroffen door torpedo's van de Japanse zware kruiser Haguro. Eskadercommandant Karel Doorman en zijn vlaggenkapitein kapitein luitenant ter zee Eugène Edouard Bernard Lacomblé gingen met hun schip ten onder. Enige tijd geleden is het wrak gevonden en tot oorlogsgraf verklaard. Echter, vier scheepsbellen zijn alsnog hieruit geroofd. Na een particulier initiatief zijn zij weer overgedragen aan de Koninklijke Marine, die ze laat beheren door het Marinemuseum in Den Helder.
- Polygoonjournaal (1 januari 1953) Mozaïek Het Laatste Avondmaal verhuist van tuin Vredespaleis naar Kloosterkerk.

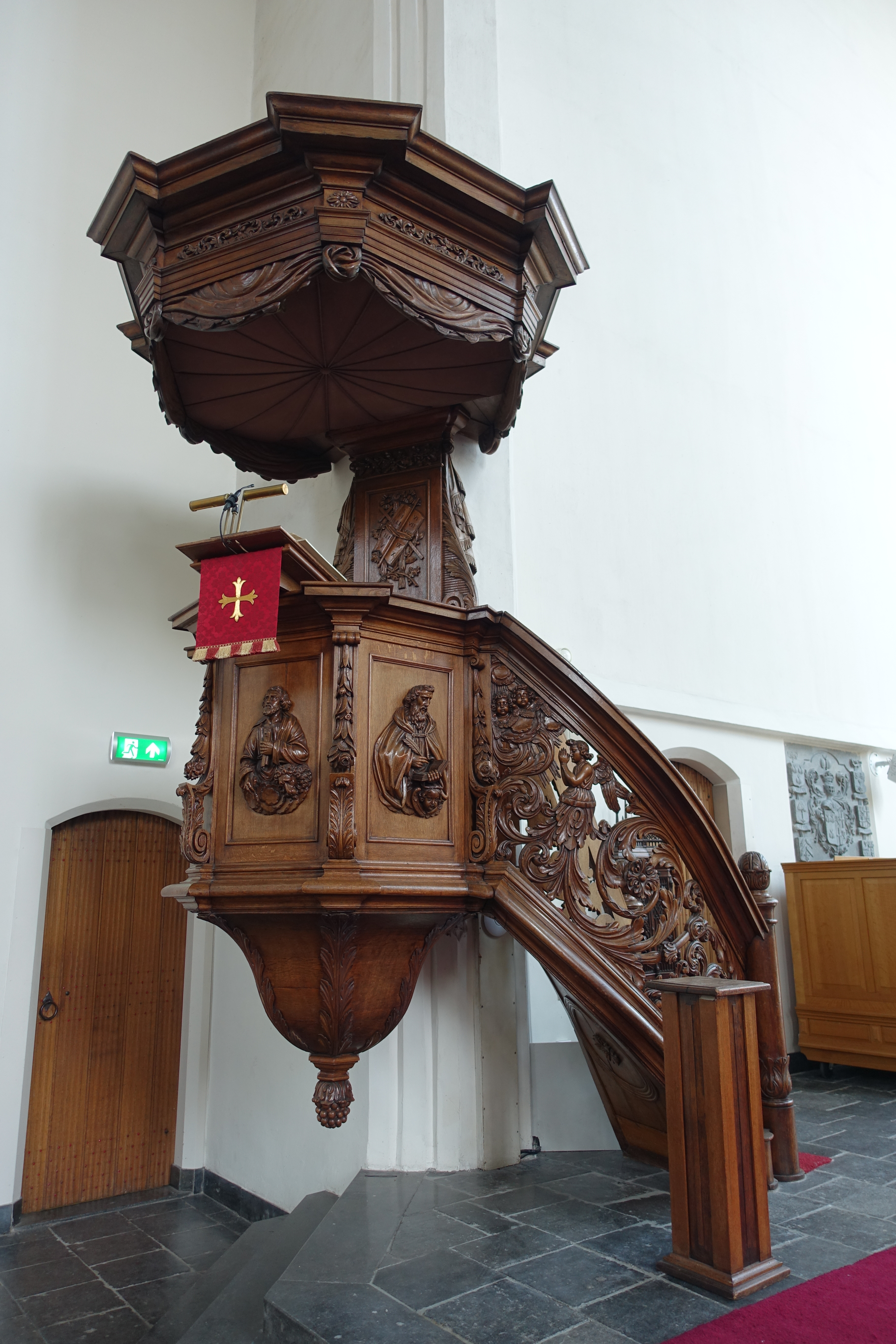
Preekstoel
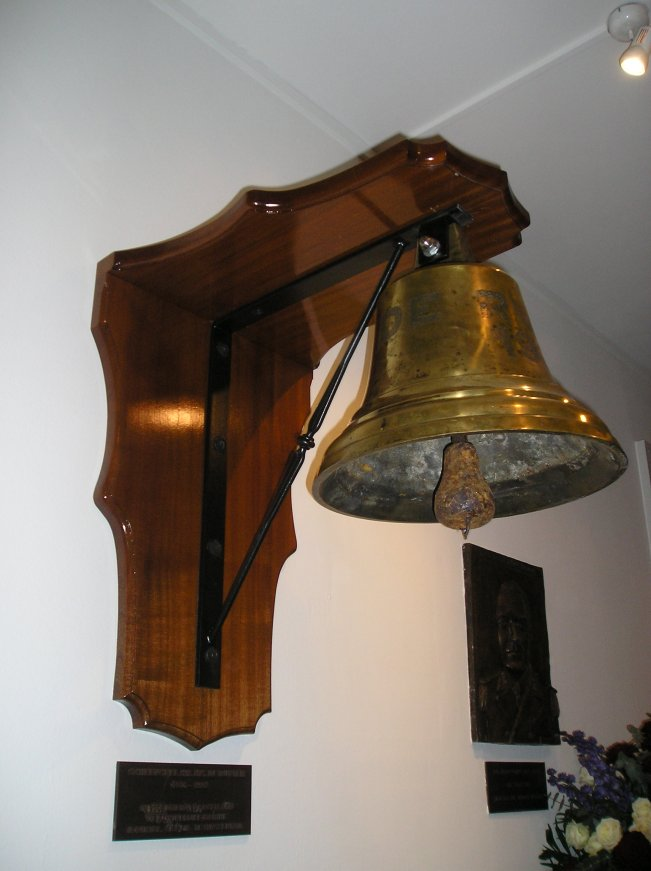
Scheepsbel van Hr. Ms. De Ruyter (1936)
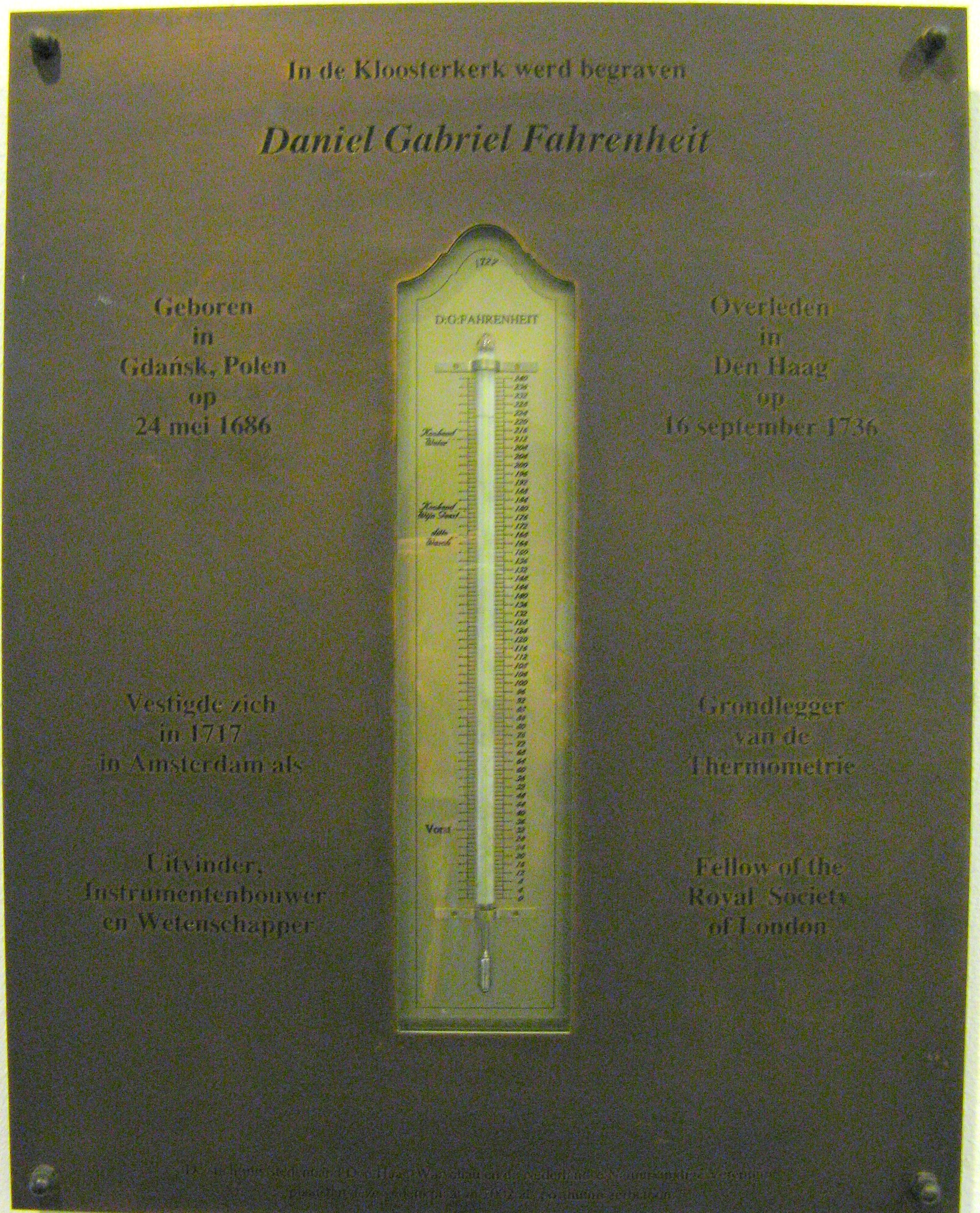
Herdenkingsplaquette Gabriel Fahrenheit

### Bijzondere gebeurtenissen

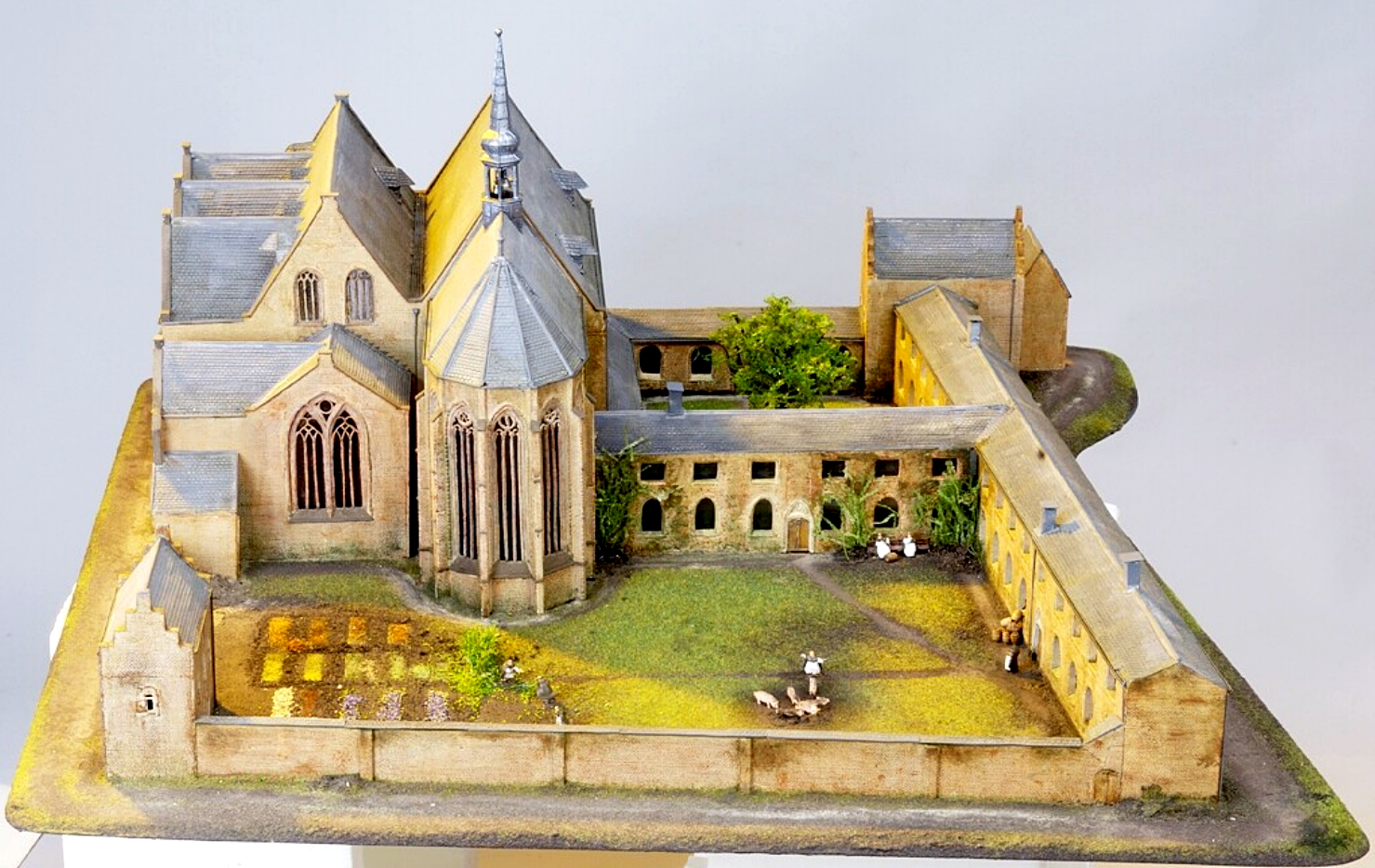
Maquette van de Kloosterkerk in haar middeleeuwse toestand. Collectie Museon

Zegel van het klooster van de Haagse Dominicanen (1544)

- Margaretha van Kleef, de tweede vrouw van Albrecht van Beieren, werd in 1411 bijgezet in een praalgraf bij het hoogaltaar. Het werd gesloopt tijdens de Beeldenstorm.
- Jan van Beieren, graaf van Holland, Zeeland en Henegouwen, hertog van Beieren-Straubing en Luxemburg, die ook bekendstaat als Jan zonder Genade, werd in 1425 in de Kloosterkerk bijgezet.
- Jolanda, weduwe van Arend van Egmond, dochter van graaf Frederik VIII van Leiningen-Dagsburg en Jolanda van Gulik, werd er in 1434 begraven.
- Lodewijk bastaard van Beieren, ridder, heer van Vlissingen en Wateringen, slotvoogd van kasteel Loevestein, buitenechtelijke zoon van Willem VI van Holland, werd er in 1440 begraven.[4]
- Jan II van Wassenaer, veldheer, burggraaf van Leiden, heer van Wassenaar, werd in 1523 hier begraven in de grafkapel van zijn familie.[4]
- Jacob van Ligne, graaf van Ligne, staatsman, zoals in 1544 zijn vrouw Maria van Wassenaer, erfburggravin van Leiden alhier begraven in 1552.[4]
- Maurits van Oranje koos in 1617 partij in de godsdienstige controverse tussen remonstranten en contraremonstranten, door voortaan naar de preken van de contraremonstranten in de Kloosterkerk te gaan.[5]
- Frederik V van de Palts, die na zijn korte koningschap van Bohemen als balling in Den Haag woonde, liet in deze kerk tussen 1622 en 1641 meerdere van zijn kinderen dopen. Tevens zijn drie kinderen van de keurvorst hier begraven: prins Frederik Hendrik (1614-1629), prinses Charlotte (1628-1631), prins Gustaaf Adolf (1632-1641).
- Frederik Hendrik van Oranje en Amalia van Solms sloten op 31 maart 1625 in de Kloosterkerk hun gereformeerde huwelijk.
- Louise Henriëtte van Nassau, dochter van stadhouder Frederik Hendrik, sloot er op 7 december 1646 haar kerkelijk huwelijk met Frederik Willem I van Brandenburg "de Grote Keurvorst".[6]
- George Frederik van Nassau-Siegen huwde hier met Mauritia Eleonora van Portugal op 4 juni 1647.
- Henri Charles Belgique Hollande de La Trémoille, hertog van Thouars, Pair van Frankrijk, zoon van Henri Charles de la Trémoïlle en Emilia van Hessen-Kassel, werd in de Kloosterkerk gedoopt op 18 juli 1655, met als peetouders koning Karel X Gustaaf van Zweden, de Staten-Generaal en de Staten van Holland.[7]
- Amalia van Nassau-Dietz, dochter van stadhouder Willem Frederik, werd er gedoopt op 9 januari 1656.[8]
- Hendrik Casimir II van Nassau-Dietz, de latere erfstadhouder van Friesland, stadhouder van Groningen en Drenthe, werd er op 2 februari 1657 gedoopt.[9]
- Jan Antonisz. van Ravesteyn, kunstschilder en deken van Confrèrie Pictura, werd in 1657 begraven in zijn familiegraf.[10]
- Philips van Dorp, ambachtsheer van Dorp, Luitenant-admiraal, bevelhebber van de vloot van Holland en Zeeland, alhier begraven in 1652.
- Jacob Cats, dichter, jurist en politicus, alhier begraven in 1660.
- Pieter Post, architect van o.m. het Haagse Paleis Huis ten Bosch, het Stadhuis van Maastricht en de Oostkerk in Middelburg, alhier begraven in 1669.[11]
- Joris van der Haagen, kunstschilder, ereburger van Den Haag, alhier begraven in 1669.
- Adriaen Hanneman, kunstschilder en deken van Confrèrie Pictura, werd in 1671 bijgezet in het familiegraf van zijn schoonvader, Jan Antonisz. van Ravesteyn.[10]
- Frederik van Nassau-Zuylestein, onwettige zoon van Prins Frederik Hendrik van Oranje, werd hier begraven op 17 januari 1673.[12]
- Floris Jacob van Nassau van Merwe, jurist, afstammeling van Jan IV van Nassau-Dillenburg en Aleyd van Lommel, hier begraven in 1679.
- Rijcklof van Goens, Gouverneur-generaal van de VOC, werd in 1682 in de Kloosterkerk begraven, nadat de Amsterdamse burgemeester Joan Huydecoper had verboden dat hij in Amsterdam zou worden begraven.
- Govert van Slingelandt, politicus, diplomaat, in 1690 aldaar begraven.[13]
- Gabriel Fahrenheit, natuurkundige, aldaar begraven in 1736.
- Gerard van de Schepper, commandeur en gouverneur-generaal van Suriname, aldaar begraven in 1763.
- Carel de Lille, geboren 1721, jurist, burgemeester van Den Haag, aldaar begraven in 1770.[13]
- Hendrik Mollerus, geboren 1709, president van de Hoge Raad van Holland, Zeeland en West-Friesland, aldaar begraven in 1783.[13]
- Iwan Aleksandrovich graaf Golovkin, geboren 1724, staatsraad en gezant van Rusland, aldaar begraven in 1791.[13]
- Willem Frederik van Oranje-Nassau (†1834), zoon van prins Frederik der Nederlanden, aldaar gedoopt op 24 juli 1833.[14]
- Willem Nicolaas van Oranje-Nassau werd hier gedoopt op 4 november 1840, in aanwezigheid van (onder meer) zijn vader (de latere) koning Willem III, zijn grootvader (de nog niet ingehuldigde) koning Willem II, alsmede zijn overgrootvader (de pas afgetreden) koning Willem I.[1]
- Marie van Oranje-Nassau, dochter van prins Frederik der Nederlanden, werd hier gedoopt op 11 augustus 1841.[14]
- Maurits van Oranje-Nassau, zoon van de latere koning Willem III, werd hier gedoopt op 18 oktober 1843.[14]
- Alexander der Nederlanden werd hier gedoopt op 11 september 1851, derde zoon van koning Willem III.[15]
- Wilhelmina der Nederlanden nam hier in 1896 op zestienjarige leeftijd voor de eerste keer deel aan het Avondmaal.
- Willem-Alexander der Nederlanden deed hier in 1997 zijn geloofsbelijdenis.
- Ariane der Nederlanden werd hier gedoopt op 20 oktober 2007.[16]

## Kerkgemeente

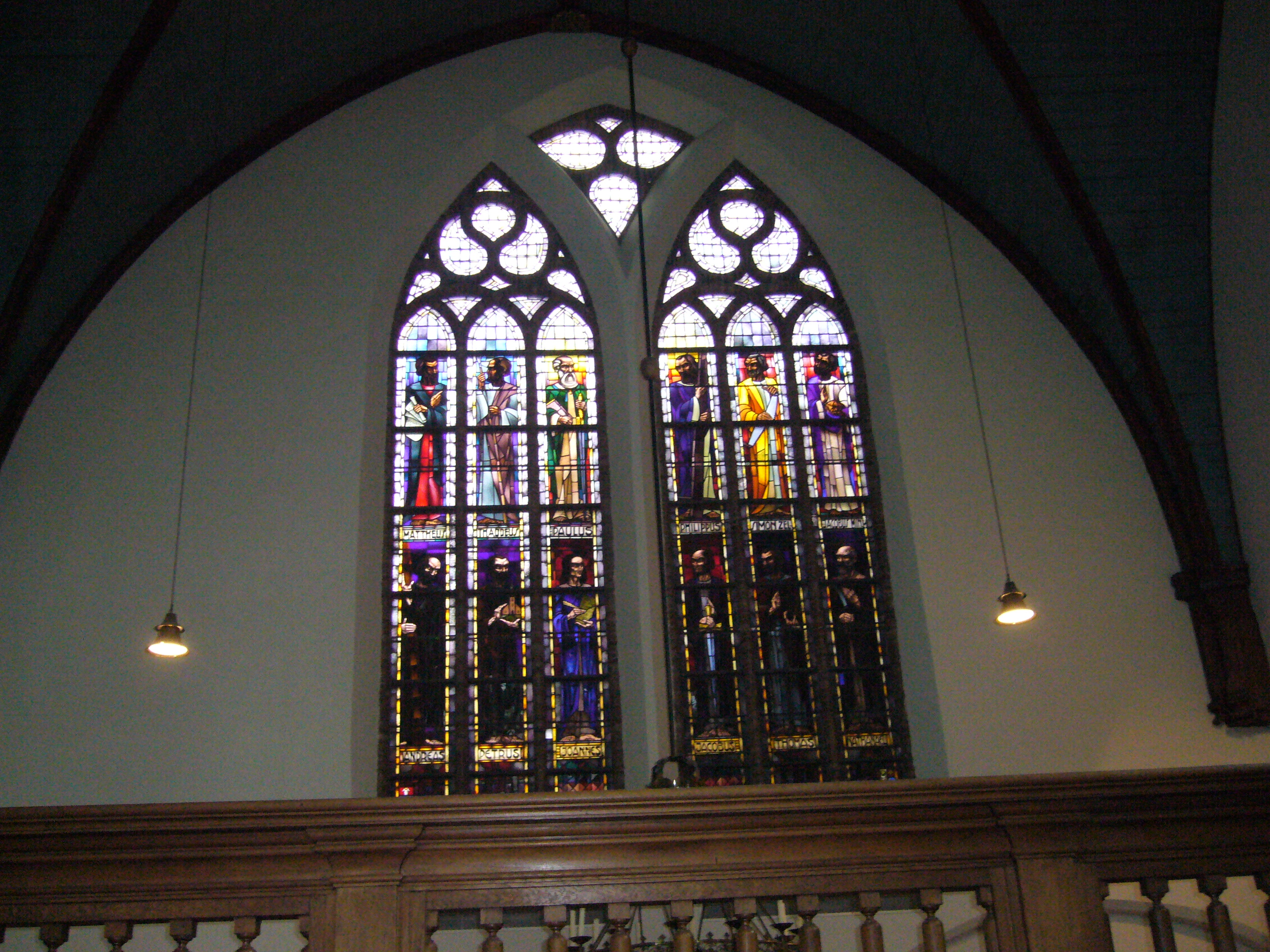
De Apostelramen uit de Duinoordkerk

In tegenstelling tot veel protestantse kerkgemeentes, is de Kloosterkerk geen wijkgemeente. Dat betekent dat het werkterrein van de Kloosterkerk niet beperkt is tot een enkel stadsdeel of woonplaats, maar dat de kerk een regionale functie vervult. Oorspronkelijk waren de kerkgangers vooral afkomstig uit het Statenkwartier en de wijk Duinoord. Dit waren nieuwe stadswijken in Den Haag die nog geen eigen kerk hadden. In 1920 werd in Duinoord de Duinoordkerk ingewijd. Deze kerk lag in het gebied dat moest worden ontruimd voor de bouw van de Atlantikwall en werd op last van de Duitse bezetters in 1942 afgebroken. In drie dagen tijd werden de meest waardevolle zaken uit de kerk gehaald en opgeslagen in de kelders van het Vredespaleis. De kerkgemeente vond daarna weer onderdak in de Kloosterkerk, die op dat moment nauwelijks werd gebruikt. Deze kerk maakte tot de kerkfusie op 1 mei 2004 die tot de Protestantse Kerk in Nederland (PKN) leidde, deel uit van de Nederlandse Hervormde Kerk. De Haagse burgemeester en oud-politicus Wim Deetman was tot 2017 de voorzitter van het bestuur van de Kloosterkerk. 

### Lijst van predikanten
- 1617-1637: ds. Henricus Rosaeus
- 1617-1618: ds. Godefridus Cornelisz Udemans
- 1617:          ds. Jacobus Trigland

- 1894-1928: ds. Willem Leonard Welter (wijkpredikant; hofpredikant 1919-28)
- 1929-1939: ds. Simon van Dorp (laatste predikant van wijk XI)[17]

- 1942-1963: ds. Johannes Arnout Kwint (predikant van de Duinoordkerk 1941-42)
- 1964-1968: ds. G.F.W. Herngreen
- 1968-1976: ds. Marie Louis Willem Schoch
- 1970-1975: ds. Maria de Groot
- 1976-1982: ds. Gerrit Kalsbeek
- 1983-1999: ds. Carel Anton ter Linden
- 2000-2018: ds. Margreet Klokke
- 2000-2009: ds. Pieter Lootsma
- 2009-heden: ds. Rienk Lanooy
- 2020-2022: ds. Marja Flipse